# Східно-південнослов'янські мови

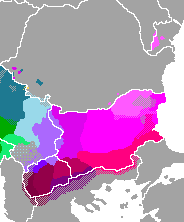
Східно-південнослов'янський діалектний ареал.
Торлацький діалект
Північно-македонські діалекти
Західно-македонський
Центрально-македонський
Південно-східні македонські діалекти
Південно-західні болгарські діалекти (або східно-македонські діалекти)
Північно-західні болгарські діалекти
Рупські діалекти
Балканські діалекти болгарської мови
Мізійські діалектиБолгарська літературна мова базується на рупському, балканському та мезійському («східно-болгарському») діалектах. Македонська літературна мова базується на західно-македонських діалектах, що складаються із «західної» та «центрально-македонської» підгруп.

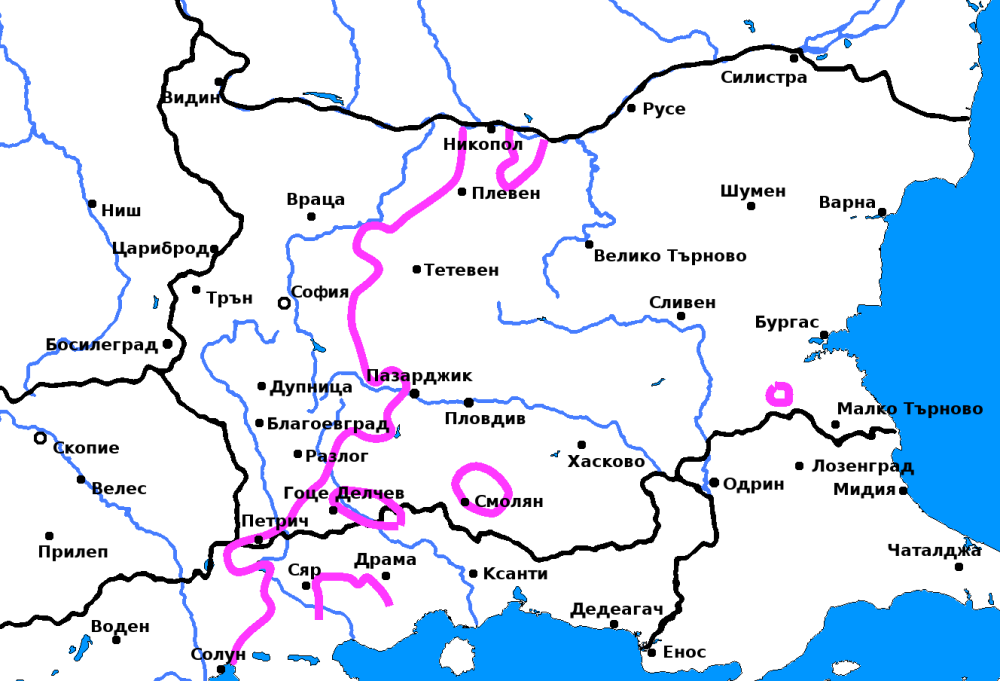
«Ятський кордон» проходить приблизно від Нікополя на Дунаї до Салонік на Егейському морі. Це основна ізоглоса, що розділяє східні південнослов'янські діалекти на східні та західні.

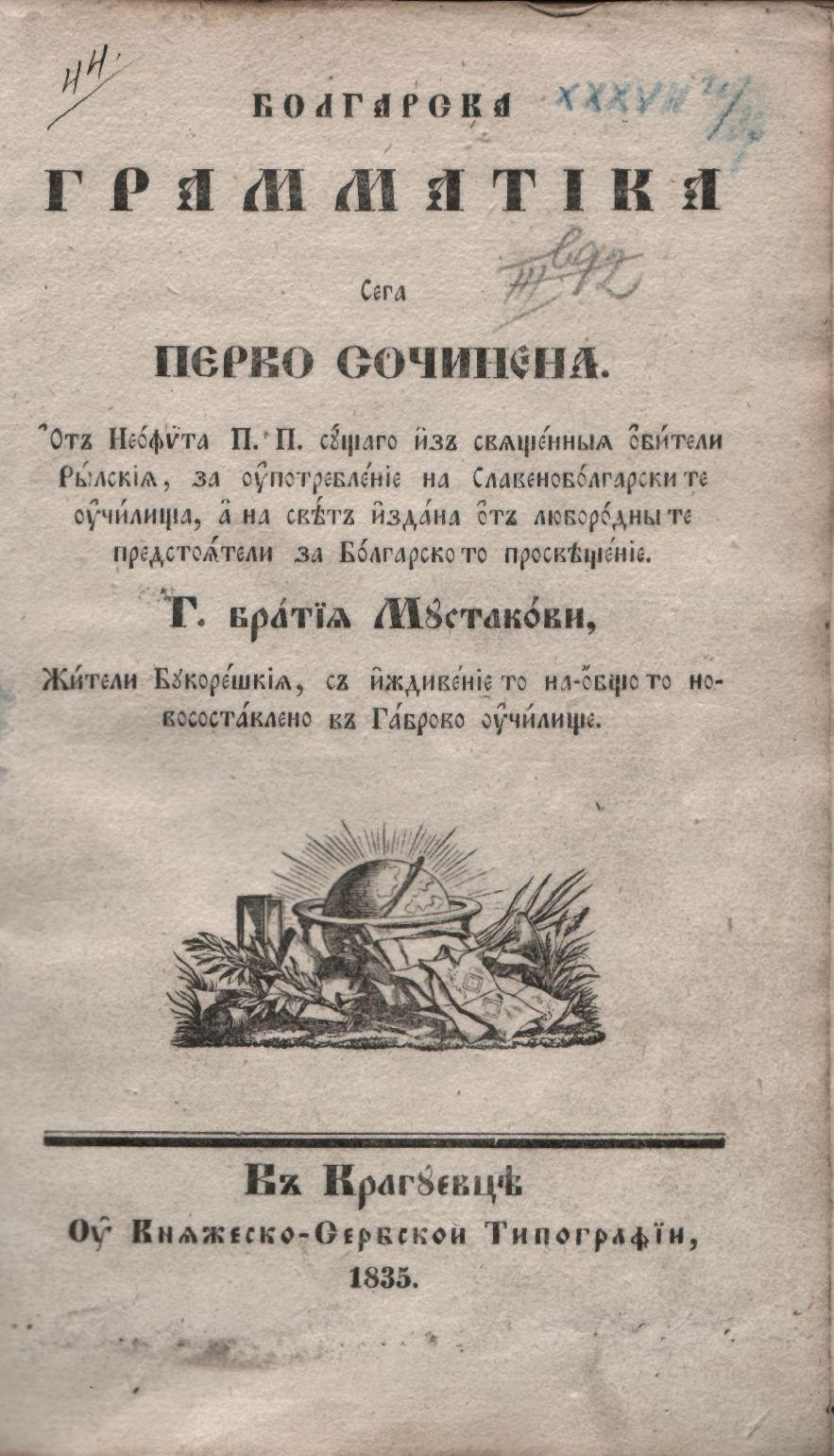
Обкладинка першої граматики сучасної болгарської мови, виданої Неофітом Рильським у 1835 році. Рильський народився в місті Банско, що знаходиться на самому сході Османської Македонії, у місті, що лежить точно на кордоні Ятів. Він намагався об'єднати тодішні західні та східні болгарські діалекти.

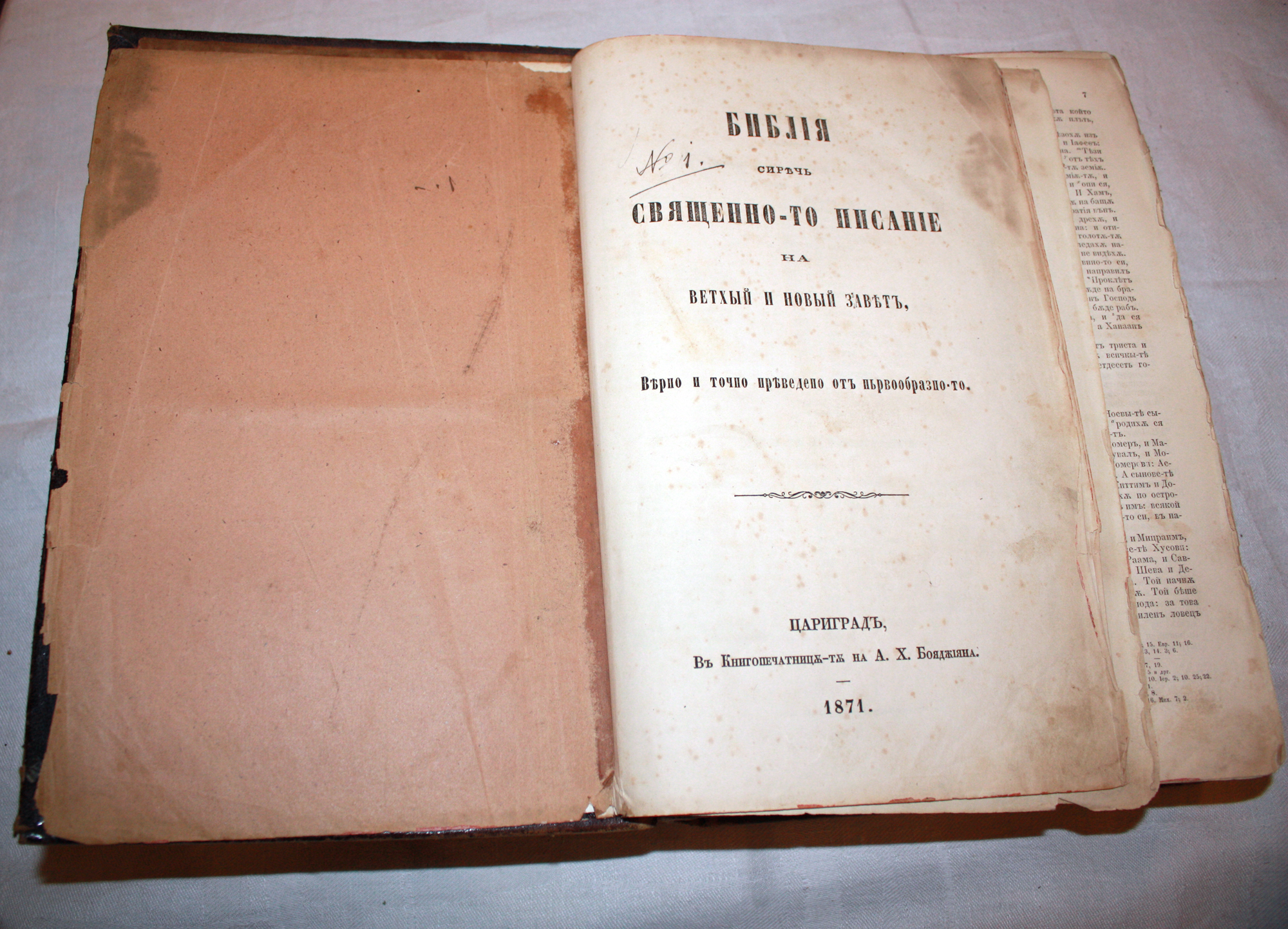
Перше повне видання Біблії сучасною болгарською мовою, надруковане в Стамбулі 1871 року. Рішення опублікувати Біблію на східних діалектах стало історичним фактором, на основі якого сучасна болгарська мова відійшла від свого західного та македонського діалекту, щоб прийняти східний діалект. За цим перекладом стояв інтелектуал Петко Славейков із Трявни, міста центральних Передбалкан.

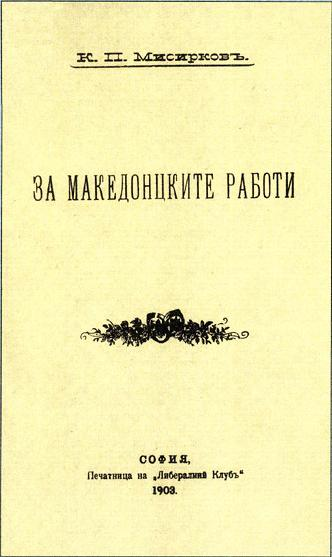
Обкладинка книжки «Про македонські справи», опублікованої в 1903 році Крсте Місірковим, у якій він виклав принципи сучасної македонської мови. Місірков походив із села Постол в Османській Центральній Македонії.

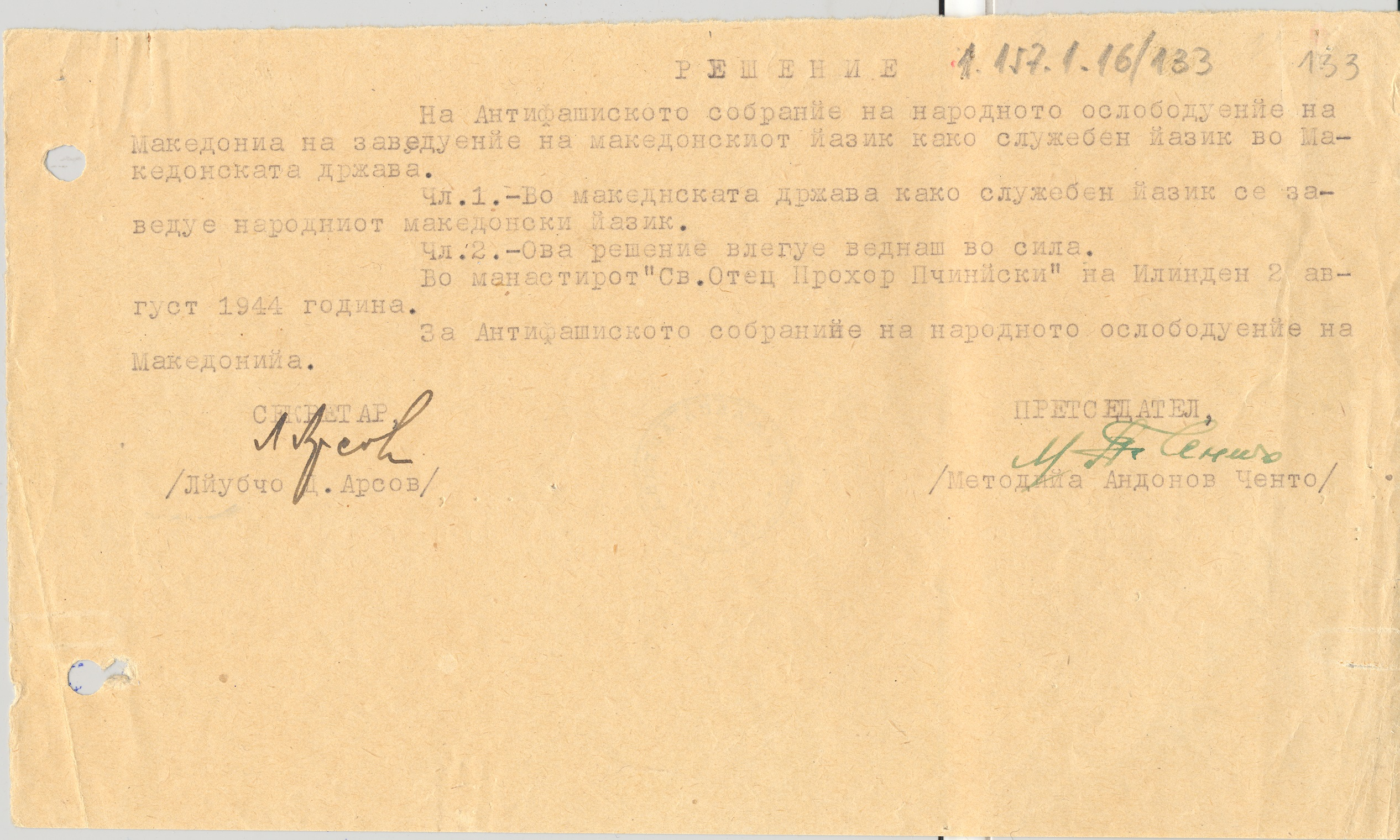
Рішення ASNOM про проголошення македонської мови офіційною 2 серпня 1944 року.

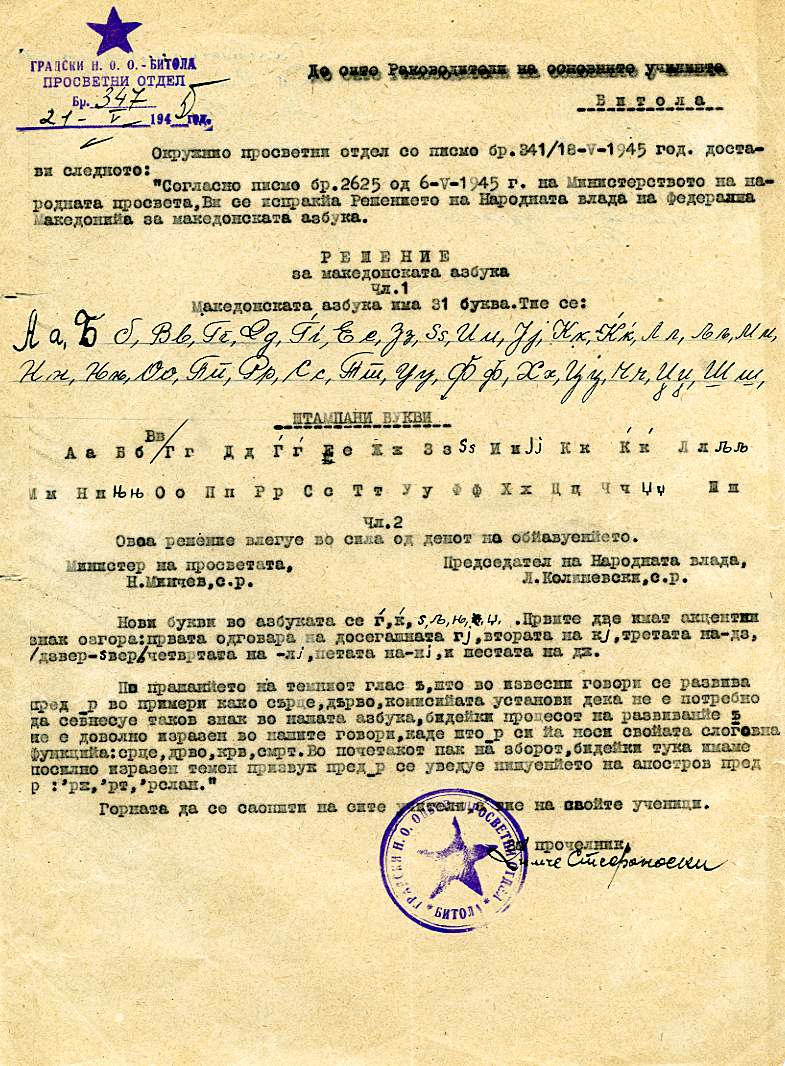
Рішення про македонський алфавіт 1 травня 1945 року. Зауважте, що він написаний на болгарській друкарській машинці за допомогою Й, є рукописні Ѕ, Ј та Џ, а також додані діакритичні знаки для створення Ѓ та Ќ. Відмова від Ъ разом із прийняттям Ј, Џ, Љ та Њ змусили деяких авторів вважати цей процес під проводом Блажа Конеський частиною проведеної «сербізації».

Східно-південнослов'янські мови утворюють східну підгрупу південнослов'янських мов. Ними розмовляють переважно в Болгарії та Північній Македонії, а також у прилеглих районах у сусідніх країнах. Вони утворюють так званий балканослов'янський мовний ареал, який охоплює південно-східну частину діалектного континууму південнослов'янської мови.

## Мовні особливості

### Мови та діалекти
Східні південнослов'янські діалекти мають ряд характеристик, які відрізняють їх від іншої гілки південнослов'янських мов, західних південнослов'янських мов. Ця область складається з болгарської та македонської мов, а за деякими авторами охоплює південно-східний діалект сербської мови, так званий прізренсько-тимоцький діалект. Останній є частиною ширшого перехідного торлацького діалектного ареалу. Балканослов'янський простір також є частиною Балканського мовного союзу. Зовнішні межі балканослов'янського/східно-південнослов'янського ареалу можна визначити за допомогою деяких мовних структурних особливостей. Серед найважливіших з них: втрата інфінітива та відмінка, а також використання енклітичних означених артиклів. У балканських слов'янських мовах також має місце подвоєння клітик, що є характерною рисою всіх мов балканського ареалу. Граматика балканослов'янської мови виглядає як гібрид «слов'янської» і «романської» граматик з деякими албанськими доповненнями. Сербсько-хорватська лексика як у македонській, так і в сербсько-торлацькій мовах дуже схожа, що походить від змін кордону 1878, 1913 та 1918 років, коли ці території потрапили під прямий сербський мовний вплив.

### Ареал
Зовнішні та внутрішні межі мовної підгрупи між перехідним торлацьким діалектом і сербською та між македонською та болгарською мовами чітко не визначені. Наприклад, сербська літературна мова, яка базується на західному (східногерцеговинському діалекті), дуже відрізняється від східного (прізренсько-тимоцький діалект), особливо своїм місцем у балканському ареалі. Протягом 19 століття балканські слов'янські діалекти часто описувалися як такі, що утворюють болгарську мову. У той час території на схід від Ніша вважалися під прямим болгарським етнолінгвістичним впливом, і в середині 19 століття це спонукало сербського лінгвістичного реформатора Вука Караджича використовувати діалекти Східної Герцеговини для стандартизації сербської мови. Болгарська мова була стандартизована пізніше, наприкінці 19-го століття на основі свого східного центрально-балканського діалекту, тоді як македонська мова була стандартизована в середині 20-го століття з використанням свого західно-центрального прилепсько-бітольського діалекту . Хоча деякі дослідники все ще описують стандартні македонську та болгарську мови як різновиди плюрицентричної мови, вони мають дуже різні та віддалені діалектні основи. Йоуко Ліндштедт припустив, що лінія поділу між Македонією та Болгарією, можливо, насправді є ятським кордоном, який проходить через сучасну область Македонії по лінії Велінград – Петрич – Салоніки. З іншого боку, багато старших сербських учених вважали, що ятський кордон розділяє сербську та болгарську мови. Однак сучасні сербські лінгвісти, такі як Павло Івич, визнали, що головний пучок ізоглос, який розділяє східну та західну південнослов’янську мову, проходить від гирла річки Тимок уздовж гори Осогово та гори Сар. У Болгарії ця ізоглоса вважається крайньою східною межею ширшого набору перехідних торлацьких діалектів.

### Історія
Деякі явища, що відрізняють західні та східні підгрупи південнослов’янських народів і мов, можна пояснити двома окремими міграційними хвилями різних слов’янських племінних груп майбутніх південних слов’ян двома шляхами: на захід і схід від Карпатських гір. Західні Балкани були заселені склавенами, східні — антами. Ранні місця проживання слов'янських племен, які, як кажуть, переселилися до Болгарії, описуються як сучасні Україна та Білорусь. Мітична батьківщина сербів і хорватів лежить на території сучасної Богемії, на території сучасної Чехії та Малої Польщі . Таким чином Балкани були заселені різними групами слов’ян з різних діалектних ареалів. Про це свідчать деякі ізоглоси давнього походження, що розділяють західну і східну частини південнослов'янського ареалу.
Вимерла староцерковнослов'янська мова, яка збереглася у відносно невеликій кількості рукописів, більшість із яких написана в Першому Болгарському царстві протягом 10 століття, також класифікується як східно-південнослов'янська. Мова має східно-південнослов'янську основу з невеликою домішкою західнослов'янських рис, успадкованих під час місії святих Кирила і Мефодія до Великої Моравії в 9 столітті. Нова церковнослов'янська мова є пізнішим етапом старослов'янської і є її продовженням через літургійну традицію, започатковану її попередником. Іво Банац стверджує, що в середні віки торлацький і східногерцеговинський діалекти були східно-південнослов'янськими, але з 12-го століття штокавські діалекти, включаючи східногерцеговинські, почали відокремлюватися від інших сусідніх східних діалектів, враховуючи також торлацький.
Специфічний контактний механізм у балканському ареалі, заснований на великій кількості носіїв другої балканської мови, є одним із ключових факторів, які зменшили кількість слов’янських морфологічних категорій у цьому лінгвістичному ареалі. Руська первісна хроніка, написана бл. 1100 р., стверджує, що тоді влахи напали на слов'ян на Дунаї і поселилися серед них. Майже цим же часом датуються перші історичні записи про албанців, що з'явилися в регіоні на захід від Охридського озера. У деяких візантійських документах того періоду згадуються «булгаро-албано-валахи» і навіть «сербо-албано-булгаро-валахи». Як наслідок, відмінкова флексія та деякі інші характеристики слов’янських мов були втрачені у східно-південнослов’янському просторі приблизно між XI–XVI століттями. Міграційні хвилі були особливо сильними в XVI–XIX ст., спричинивши широкомасштабні мовні та етнічні зміни на південнослов’янському просторі центральних і східних Балкан. Вони зменшили кількість слов’яномовних і призвели до додаткового поселення албансько- та влахомовних.

### Поділ між Македонією та Болгарією
Зростання націоналізму в Османській імперії почало деградувати її специфічну соціальну систему, а особливо так званий рум-міллет, через постійне ототожнення релігійного віросповідання з етнічною приналежністю. Національне пробудження кожної етнічної групи було складним, і більшість груп взаємодіяли одна з одною.
Під час болгарського національного відродження, яке відбулося в 19 столітті, болгарські та македонські слов'яни під верховенством грецького православного духовенства хотіли створити власну церкву та школи, які б використовували спільний сучасний «македоно-болгарський» літературний стандарт, який називався просто Болгарська. Національні еліти, активні в цьому русі, використовували переважно етнолінгвістичні принципи для розмежування «слов'яно-болгарської» та «грецької» груп. У той час кожна етнографічна підгрупа македоно-болгарського мовного ареалу писала на своєму місцевому діалекті, і вибір «базового діалекту» для літературної норми не був проблемою. Згодом, протягом 1850-х і 1860-х років у болгарській періодиці велася довга дискусія про необхідність діалектної групи (східної, західної чи компромісної), на якій базуватиметься новий стандарт, і про те, яким діалектом це має бути. Протягом 1870-х років це питання стало спірним і викликало запеклі дебати. У східно-південнослов'янському мовному ареалі виникло загальне протиставлення західних і східних діалектів. Фундаментальним питанням тоді було те, в якій частині болгарських земель болгарська мова збереглася найбільш правдивим чином, і на цьому наполягала кожна діалектна спільнота. Східний діалект був запропонований тоді як основу більшістю болгарської еліти. Він стверджував, що навколо останньої середньовічної столиці Болгарії Тирново болгарська мова збереглася в чистому вигляді. Це не було несподіванкою, оскільки найбільш значна частина нової болгарської інтелігенції походила з міст Східного Прибалкану в Центральній Болгарії. Ця пропозиція відчужила значну частину тодішнього болгарського населення та стимулювала регіоналістичні мовні тенденції в Македонії. У 1870 році Марін Дринов, який відіграв вирішальну роль у стандартизації болгарської мови, практично відхилив пропозицію Партенія Зографського та Кузмана Шапкарева щодо змішаної східно- та західноболгарсько-македонської основи болгарської літературної мови, заявивши у своїй статті в газета Македонія : «Така штучна збірка письмової мови є чимось неможливим, недосяжним і про що ніколи не чули».
У 1878 році була створена окрема Болгарська держава. Нова держава не включала регіон Македонія, який залишився поза її межами в рамках Османської імперії. Як наслідок, ідея спільного компромісного стандарту була остаточно відкинута болгарськими кодифікаторами протягом 1880-х років, а східний центральнобалканський діалект був обраний як основа для болгарської літературної мови. Македоно-болгарські письменники та організації, які продовжували домагатися більшого представлення македонських діалектів у болгарському стандарті, були визнані сепаратистами. Одним із прикладів є Молода македонська літературна асоціація, яку болгарський уряд оголосив поза законом у 1892 році. Хоча літературну болгарську викладали в місцевих школах Македонії до 1913 року, факт політичного розділення став вирішальним для розвитку окремої македонської мови.
З появою македонського націоналізму наприкінці 19 століття виникла ідея мовного сепаратизму, а на початку 20 століття з’явилася потреба в окремій македонській літературній мові. У міжвоєнний період територія сучасної Північної Македонії стала частиною Королівства Югославія, болгарська мова була заборонена для використання, а місцева народна мова підпала під сильний вплив офіційної сербо-хорватської мови. Однак політичні та воєнізовані організації македонських слов’ян у Європі та Америці, Внутрішня Македонська Революційна Організація (ВМРО) та Македонська Патріотична Організація (МПО), і навіть їхні ліві офсети, ВМРО (Об’єднана) та Македонська - Американська народна ліга продовжувала використовувати літературну болгарську мову у своїх творах і пропаганді в міжвоєнний період. Під час світових війн у Болгарії були двічі спроби повернути македонські діалекти до болгарської. Ця політична ситуація стимулювала необхідність окремої македонської мови та поступово призвела до її кодифікації після Другої світової війни. Це відбулося після створення СР Македонії як частини комуністичної Югославії та завершило прогресуючий розкол спільної македонсько-болгарської мови.
Протягом першої половини 20 століття національна ідентичність македонських слов'ян змінилася від переважно болгарської до етнічної македонської, а їхня регіональна ідентичність стала національною. Хоча тоді не було чіткої межі між цими двома мовами на рівні діалекту, македонський стандарт базувався на її найзахідніших діалектах. Згодом македонська мова стала офіційною мовою в новій республіці, сербсько-хорватська була прийнята як друга офіційна мова, а болгарська була заборонена. Крім того, у 1946–1948 роках нещодавно стандартизована македонська мова була введена як друга мова навіть у південно-західній Болгарії.  Згодом різке та постійне погіршення політичних відносин між двома країнами, вплив обох літературних мов у той час, а також сильний сербохорватський мовний вплив у югославську епоху призвели до горизонтальної транскордонної діалектної дивергенції. Хоча деякі дослідники описували літературні македонську та болгарську мови як різновиди плюрицентричної мови, насправді вони мають окремі діалектні основи; прилепсько-бітольський діалект і центральнобалканський діалект відповідно. Переважаючий академічний консенсус (за межами Болгарії та Греції) полягає в тому, що македонська та болгарська є двома автономними мовами в межах східної підгілки південнослов’янських мов. Таким чином, македонська є мовою аусбау ; тобто вона відмежована від болгарської, оскільки ці дві літературні мови мають окремі діалектні основи. Унікальність македонської мови порівняно з болгарською є предметом політичних суперечок у Болгарії.